# 提安娜·安特遜
提安娜·安特遜（Teyona Anderson，1988年—）是美國的時尚模特兒，她是全美超級模特兒新秀大賽第十二季的冠軍。

## 全美超級模特兒新秀大賽
提安娜比賽期間表現穩定，除了預賽和第四集，她都是全季保持在前三名入圍的參賽者。
她在最後一集擊敗艾莉森，成為新一季全美超級模特兒新秀大賽冠軍。
目前她因為體型問題而被Elite Agency所開除，改名之後繼續模特兒事業。
第十五季的亞軍Chelsey Hersley是她的表姐。

## 外部連結
| 前任： 美琪·蘇莉雲 | 全美超級模特兒新秀大賽冠軍 第十二季 | 繼任： 妮歌·霍斯 |